# Египетска комунистическа партия
Египетска комунистическа партия (арабски: تحالف القوى الاشتراكية) е комунистическа политическа партия в Египет.
По време на управленията на Ануар Садат и Хосни Мубарак партията е репресирана и не и е разрешено да участва в избори. На 10 май 2011 г. ЕКП и други леви партии образуват Коалиция на социалистическите сили.